# LISA Akoya
Die LISA Akoya ist ein Leichtflugzeug des französischen Herstellers LISA Airplanes. Sie kann ohne Umbauten auf Pisten, Schnee und auf dem Wasser starten und landen.

## Geschichte
Der Prototyp der Akoya startete am 22. August 2007 in Chambery Savoie mit Gérald Ducoin am Steuer zu seinem Erstflug. 2010 begann der Bau einer Vorserienmaschine und für Mitte 2012 ist die Musterzulassung in der amerikanischen LSA-Klasse und eine entsprechende europäische Zulassung geplant. Als Kaufpreis werden 300.000 Euro angegeben. In Zukunft soll mit Hy-Bird eine Variante mit Brennstoffzellenantrieb und Solarzellen auf den Flügeln entwickelt werden.

## Konstruktion
Die Akoya ist ein unkonventioneller Schulterdecker mit zum Bodentransport klappbaren Tragflächen. Der Rotax-912-Motor ist auf dem Seitenleitwerk montiert und treibt einen Dreiblattpropeller an. Das dreiteilige Spornradfahrwerk ist einziehbar und der Rumpf mit Seafoils genannten Stummelflügeln an der Unterseite zur Stabilisierung im Wasser ausgerüstet. Als Startstrecke werden sowohl an Land als auch im Wasser 200 m angegeben. Für den Notfall ist die Maschine mit einem Gesamtrettungssystem ausgerüstet. Das Cockpit mit einer Länge von 1,7 m und einer Breite von 1,3 m ist mit Bildschirminstrumenten und einer Doppelsteuerung für die nebeneinander sitzenden Piloten ausgerüstet.

## Technische Daten
| Kenngröße             | Daten                                                               |
| --------------------- | ------------------------------------------------------------------- |
| Besatzung             | 1                                                                   |
| Passagiere            | 1                                                                   |
| Länge                 | 7,00 m                                                              |
| Spannweite            | 10,90 m                                                             |
| Höhe                  | 2,30 m                                                              |
| Flügelfläche          | ? m²                                                                |
| Nutzlast              | 240 kg                                                              |
| Leermasse             | ? kg                                                                |
| max. Startmasse       | 650 kg                                                              |
| Reisegeschwindigkeit  | 230 km/h                                                            |
| Höchstgeschwindigkeit | 250 km/h                                                            |
| Dienstgipfelhöhe      | ? m oder ft                                                         |
| Reichweite            | - 1000 km mit 70-l-Standardtank - 1500 km mit optionalem 100-l-Tank |
| Triebwerke            | ein Rotax 912 ULS mit 74 kW                                         |